# Хајланд (Јута)
Хајланд (енгл. Highland) град је у америчкој савезној држави Јута.

## Демографија
По попису из 2010. године број становника је 15.523, што је 7.351 (90,0%) становника више него 2000. године.
| Група             | 2000.         | 2010.          |
| Белци             | 7.857 (96,1%) | 14.563 (93,8%) |
| Афроамериканци    | 10 (0,1%)     | 71 (0,5%)      |
| Азијати           | 25 (0,3%)     | 109 (0,7%)     |
| Хиспаноамериканци | 177 (2,2%)    | 431 (2,8%)     |
| Укупно            | 8.172         | 15.523         |